# Rivulus elegans
Rivulus elegans är en fiskart som beskrevs av Steindachner, 1880. Rivulus elegans ingår i släktet Rivulus och familjen Rivulidae. Inga underarter finns listade i Catalogue of Life.